# 卡尼略
卡尼略（加泰隆尼亞語發音：[kəˈniʎu]）是安道爾的一个堂区，位於安道爾東北部，與奧爾迪諾、恩坎普、法國南部庇里牛斯大區相鄰。堂区面积为121平方公里，人口数量为4,826人（2011年）。
卡尼略堂区被认为是安道尔的宗教中心。尽管堂区内有一些旅游服务，但该堂区还保存着农牧业。